# 香港半直通巴士路線
半直通路線是指香港的巴士路線，定線上會行經有巴士站的普通道路，但不會停站或只作有限停站的路線。

## 半直通路線的歷史
14號線是九巴首條以「半直通路線」型式運作的九龍市區路線。在1960年代（六七暴動前後），觀塘區正急速發展，但往來觀塘至九龍西部及南部，沒有東九龍走廊或機場隧道之類的特快途徑，地鐵亦未興建，公共小巴亦未曾合法化（1969年才正式合法化），基層市民出入一定要乘搭巴士。加上觀塘區不斷有工廠及住宅區落成，通勤人流急速上升，因此需要增闢巴士路線，專門服務觀塘區至九龍城以西的市區，九巴於1967年9月至1968年4月期間，便開辦四條以「半直通路線」形式運作的路線，包括：
- 13D 秀茂坪←→旺角碼頭
- 14 油塘←→佐敦道碼頭
- 14A 佐敦道碼頭←→觀塘，只在1967年9月至1968年4月期間服務，後來取消
- 15 藍田（北）←→紅磡碼頭

它們的特點在於觀塘道近勵業街至九龍城迴旋處一段，及13D於亞皆老街一段，僅設部分車站。
「半直通路線」可謂香港早期的市區特快路線，初時為疏導上下班及上下課通勤乘客而設，當時巴士服務供不應求情況非常嚴重。直到1980年代前期，市民已普遍接受地鐵，巴士乘客銳減，因此九巴於1982年8月8日起，將該三條路線取消「半直通路線」稱呼，並增設中途站，開放給沿線乘客上落客，以吸引流失客源回流。三個月後（1982年11月26日），香港才有首批行走快速公路的特別路線九巴14X、15X投入服務，奠定今日特快線的基礎。
在佔領期間，有些路線改道暫時變為「半直通路線」，如41/45/E21A由黃竹街至培正道不設站直上何文田；102/118/171由黃竹街至理大不設站直往紅隧口；6C由欽州街至衛理道不設站直往紅磡，車程比平常快了不少。
需注意途經內街而未有「站站停」的未必是半直通路線，兩個站距極接近的中途站只選停一站不可視作半直通。例如過海隧道巴士116線和過海隧道巴士302A線與走線相同的其他路線不同，不在保良局第一張永慶中學設站，德愛中學後下一站已是鑽石山火葬場（其他如九龍巴士3D線則三站均停），但由於保良局第一張永慶中學和鑽石山火葬場兩個分站極近，實際上沒有半直通效果。

## 中巴及新巴的應用
港島歷史上有許多的特快巴士服務，其中以東區最多，理由是由東區前往中環，必須穿越人煙綢密的灣仔區，從柴灣經軒尼詩道前往中環必定會使行車時間超過一小時。東區是港島最密集的住宅區，自然需要有效率的巴士路線往返商業區。另一方面，中巴把這些路線當作對抗紅色公共小巴和地鐵的最佳武器，姑勿論最後結果如何，這些路線仍有一定存在價值。由於這些路線在當時中巴的定義是屬於特別班次，所以其巴士站站牌絕大部份都不是一般路線的白底黑字，途經告士打道的路線多為黃底紅字。有黃色站牌的路線被統稱為「市區半直通路線」，俗稱「黃（皇）牌線」，顏色繼承自2號、4號和10號線的特別快車班次。

### 特別快車
港島最早的特快線於1967年9月25日投入服務，乃是中巴10線的輔助路線，並無編號，來往北角碼頭及中環街市，雖途經軒尼詩道，但沿途只停數站，於每天早上至傍晚服務。而對岸九巴最早的市區半直通路線14線只比此路線早一天開辦，兩者服務形式類同。中巴眼見試驗成功，於翌年10月21日，增設一條無編號半直通路線輔助2號線，來往筲箕灣愛秩序街及中環街市，亦是途經軒尼詩道和沿途有限度停站，但只在早上、中午及傍晚服務，後來增加星期六上午服務。
因為曾經有乘客把沒路線牌、途經北角的半直通路線車輛誤認為10號，中巴就在行走這兩線的巴士都同時掛上黃底黑字的「特別快車EXPRESS」牌，後來的黃牌就傳承了這一做法；但是路線仍沒有編號，乘客仍然感到混亂。中巴最後在1970年初為北角和筲箕灣的半直通路線分別正名為10號線特別快車及2號線特別快車，以茲識別。後來中巴於1971年因應南區交通需求，開辦4號線特別快車，服務形式和東區兩條特別快車大同小異。

### 市區半直通路線
上述所謂的特別快車路線，與常規路線的差異只在少停站，除此以外仍會受交通擠塞之苦，加上收取車費較高昂（三毫）又不設優惠，特別快車的客量流失向紅色小巴。其後中巴停辦特別快車，以一系列市區半直通路線（又名市區特快路線，Urban Express Route）取代，除40線開辦時和4號線特別快車沒有太大分別外，所有東區半直通路線都改經清風街天橋、維園道及告士打道，避過灣仔區的繁忙路段，縮短行車時間。
這些市區半直通路線開辦時，地點和數字布牌都是黃布紅字，和豪華巴士路線共用，但到八十年代起停用，改用普通的黑布白字。

### 半直通的沒落
由於東區的半直通路線與地鐵港島綫嚴重重疊，收費卻比電車和流水線昂貴，又比不上港島綫和東區走廊特快線快捷，且部分路線車費大小同價，並且普遍只於平日日間行走，結果半直通路線網絡在1990年代起不斷萎縮，僅存兼顧西區的18線，但該線於西港島綫通車後亦難逃被重創的命運，一度改為只於繁忙時間服務，不再服務西區。由2和18P線取代其服務。南區的半直通路線則因為未受地鐵影響，仍然能維持服務，其中70線客量仍然高企。
城巴由1991年踏足專營巴士業務時，車費等級表已沒有類似市區特快或半直通路線的類別。該公司於1993和1995年先後接辦10X、70及40線時，即時將有關路線改為全空調服務，並改用全空調路線的藍底白字站牌貼紙，故此城巴並沒有「市區半直通路線」的概念存在。然而在2006年由嘉湖山莊居民巴士903R和925R專利化而成的969B，卻獲城巴絕無僅有地冠以「限定車站特快服務」（Limited Stop Express Service）之稱號，當中「Limited Stop」（有限度停站）意為半直通，成為至今城巴惟一以半直通作招徠的路線。
新巴獲得專營權後，由其首份車費等級表起已取消「半直通路線」這個收費級別，但營運初期仍繼承中巴的傳統，保留全部原有半直通路線的黃底紅字站牌。而由新巴全新開辦的路線，除了第一代4X、18P及X49外，則再沒有採用這種配色。新巴30X線理論上完全符合半直通路線最傳統的定義，但是新巴於30X線投入服務時已廢去此一繼承自中巴的做法，直接以「四號幹線特快」作招徠。
2010年4月17日起，43X線延長至瑞安中心，站牌標示亦由原本的黃底紅字改為普通的紫底白字，從半直通路線降格為普通路線，亦揭開了新巴將旗下港島路線統一顏色的序幕。繼同為半直通路線的43X線從原有的黃底紅字改為普通線的紫底白字後，18和18P線亦於同年5月15日生效的乳豬紙上更換了路線編號配色，而站牌上的編號貼紙亦自5月下旬起陸續更換，新巴的半直通路線稱號因而走進歷史。

## 現在的半直通路線
由於現在的快速公路網絡已大大改善，很少特快路線需要使用普通道路作半直通運作，但仍有少量路線保留半直通運作。
現在的半直通路線有：
- 九龍巴士2X線，美孚方向於太子道東近采頤花園至太子道西近拔萃男書院之間不設站；彩福邨方向於亞皆老街旺角段後至太子道東之間有限度停站。
- 九龍巴士13P線，由九龍灣起，至亞皆老街近怡安閣不設分站
- 九龍巴士15X線，往藍田方向，由亞皆老街球場至啟業邨不設分站；往紅磡方向則經啟德隧道
- 九龍巴士58P線，屯門公路只設屯門公路轉車站一站。
- 九龍巴士80A線、九龍巴士268P線、九龍巴士269S線，龍翔道只停沙田㘭道一站。
- 九龍巴士234C線，龍翔道只停畢架山花園和豐力樓兩站。
- 九龍巴士234D線，龍翔道只停畢架山花園、豐力樓和沙田坳道三站。
- 九龍巴士290線，由順利邨道至秀茂坪道不設分站，龍翔道只停黃大仙及彩虹兩個分站
- 九龍巴士290A線，龍翔道只停黃大仙及彩虹兩個分站
- 九龍巴士296C線，太子道東至旺角之間有限度設站
- 九龍巴士296P線，長沙灣方向於太子道東近采頤花園至太子道西近拔萃男書院之間不設站；尚德方向於旺角至太子道東之間有限度設站
- 城巴30X線，薄扶林道只停李陞小學（只限回程）、香港大學、蒲飛路（只限回程）、瑪麗醫院、薄扶林水塘道（只限回程）、薄扶林村和余振強紀念第二中學合共四個（去程）或七個（回程）分站
- 過海隧道巴士969B線，主班次於翠湖居至麗湖居之間的天瑞路及天華路不設站，所有班次往灣仔方向於中環只停中環街市和皇后像廣場分站，往天水圍方向則途經林士街天橋。（此線被稱為「限定車站特快服務」）
- 城巴E22A線往機場方向，由將軍澳隧道至鑽石山不設分站
- 城巴85P線往寶馬山方向，於英皇道只停新時代廣場分站